# Musik i Uppland
Musik i Uppland är en stiftelse för länsmusik i Uppsala län och har Region Uppsala som huvudman. Organisationen hyr in sig i Uppsala Konsert & Kongress lokaler och producerar hundratals konserter per år. Konserterna genomförs både i Uppsala och som turnerande konserter i länets kommuner med spelningar på många mindre orter. Även konserter riktade till skolan, familjer och äldreomsorgen genomförs.

## Ensembler
Musik i Uppland arbetar med fyra ensembler:
- Uppsala Kammarorkester
- Uppsala Kammarsolister
- Linnékvintetten
- Trio X